# Teen Angels
Teen Angels (Casi Ángeles) è una serie argentina creata da Cris Morena e sceneggiata da Leandro Calderone, è andata in onda dal 21 marzo 2007 fino al 29 novembre 2010, con un totale di quattro stagioni e 579 episodi. La serie unisce elementi classici delle serie adolescenziali con elementi paranormali e fantascientifici, con una propria mitologia all'interno di essa. 
È una delle serie per ragazzi più famose nella storia della televisione argentina e ha vinto per tre volte di seguito il Premio Martín Fierro come miglior serie adolescenziale. 
In Italia è stata trasmessa su Cartoon Network con il nome di Teen Angels per le prime due stagioni, la terza e la quarta stagione, a causa dei contenuti ritenuti non adatti al canale, non sono mai state mandate in onda. Le prime due stagioni trasmesse sono state vittime di numerose censure, venendo notevolmente ridotte nel numero degli episodi.
Per ogni stagione è stato realizzato uno spettacolo teatrale nel teatro Gran Rex di Buenos Aires, che fu record di vendite e presenze. 
Dalla serie nasce il gruppo musicale TeenAngels, formato da Lali Espósito, Peter Lanzani, Gastón Dalmau, Nicolás Riera e China Suárez. Quest'ultima lascia il gruppo nel 2011 e viene sostituita da Rocío Igarzábal. Il gruppo si scioglie nel 2012, con un ultimo concerto trasmesso anche nei cinema dell'Argentina.

## Storia e argomenti trattati
La storia inizia alla Fondazione BB, un luogo dove convivono un gruppo di ragazzi orfani, maltrattati e costretti a rubare dal direttore della fondazione. La vita dei ragazzi cambia quando conoscono Cielo, un'acrobata circense, e Nicolás Bauer, un archeologo in cerca di Eudamón, un luogo mitologico. Eudamón rappresenta la parte paranormale della serie, che prosegue in ogni stagione.
Le prime due stagioni sono una sorta di prologo: la prima serve a presentare i ragazzi e le loro storie e introduce il mistero relativo a Eudamón, la seconda si concentra interamente sulla mitologia di Eudamón, viene introdotto il personaggio di Tic-Tac, le prime teorie sul tempo e viene presentato quello che è il principale antagonista della storia: Juan Cruz York. Tutti questi elementi preparano agli eventi che accadranno nella terza stagione.
Nella terza stagione, i ragazzi verranno mandati 22 anni nel futuro per compiere una missione per conto di Eudamón. La loro missione è salvare Paz, la figlia di Nicolas e Cielo, destinata a morire nell'inverno del 2030 per mano di Juan Cruz, intenzionato a tornare a Eudamón. In questa stagione i viaggi nel tempo, già accennati nelle due precedenti stagioni, diventano l'elemento centrale della trama e inoltre viene data anche una notevole importanza alle tematiche sociali, in quanto il futuro in cui si ritroveranno è tragico, nel pieno di una crisi climatica, dove regna la violenza e la disuguaglianza.
Nella quarta stagione, a causa di un paradosso temporale, i ragazzi non potranno tornare al loro tempo e si troveranno nel mezzo di un regime dittatoriale con al comando Luz, il Presidente dei Ministri, che, dopo aver lanciato delle bombe sull'intera popolazione ha sottoposto i sopravvissuti a un reset di ricordi, in cui a tutti vengono impiantati nuovi ricordi e nuove personalità.
La serie, nelle sue quattro stagioni, tratta varie tematiche: lo sfruttamento dei minori, le differenze sociali, la guerra, l'emergenza climatica, la coscienza sociale, la povertà, la dittatura e l'oppressione.

## Trama

### Prima stagione - L'isola di Eudamón
La storia inizia a Villa Inchausti, villa che un tempo apparteneva ad Amalia Inchausti e alle sue due nipoti Angeles e Luz, rimaste orfane dei genitori. Dopo la morte di Amalia, il nipote Bartolomé, per impadronirsi dell'eredità, porta la piccola Angeles di dieci anni nel bosco e la abbandona lì, sotto il temporale. Inoltre, ordina a Justina, la sua assistente, di uccidere l'altra bambina, Luz, di solo pochi mesi. Barto diventa così il proprietario di Villa Inchausti, dove, per motivi contrattuali, è costretto a gestire un orfanotrofio, che chiama Fondazione BB.  Barto e Justina maltrattano i ragazzi e li costringono a lavorare e a rubare per loro, sottoponendoli a svariate punizioni e minacce se non obbediscono. 
Alla fondazione vivono: Marianella, una quindicenne ribelle che viene dal riformatorio, Jazmín, una ragazza gitana che ha visto assassinare i genitori il giorno del suo compleanno, Tacho, un ragazzo che è stato scambiato dai suoi genitori in cambio di una televisione, Rama e Alelì, due fratelli di 16 e 10 anni che sono stati abbandonati dalla madre, Lleca, un ragazzo che non sa nulla del suo passato, e Monito, un piccolo ladruncolo che viveva per strada.
La vita di questi ragazzi cambia quando Nicolás Bauer, un archeologo ossessionato dalla ricerca di Eudamón, un luogo mitologico collegato al concetto di amore e felicità, e Cielo Mágico, un'acrobata circense, arrivano alla villa. Nicolás si trasferisce davanti alla villa assieme a suo figlio Cristobal e il suo migliore amico Mowgli per stare più vicino a Malvina, la sorella di Barto e sua fidanzata, mentre Cielo ci arriva per caso dopo essere stata licenziata dal circo dove lavorava per aver aiutato la piccola Alelí
Nicolás e Cielo saranno presenze fondamentali per loro, in quanto gli insegneranno a lottare per i loro diritti, a credere in loro stessi e a impegnarsi per avere un futuro migliore. Cielo, di animo buono e generoso, spinge i ragazzi a coltivare i loro sogni e li convince anche a mettere su un gruppo musicale (i Teenangels), che i ragazzi useranno per smettere di rubare e guadagnare soldi onestamente da dare poi a Barto. Dietro il suo carattere solare, però, Cielo nasconde il dolore e l'angoscia per non ricordare nulla del proprio passato. Il passato e la vera identità di Cielo si scopriranno essere legati alla villa, e soprattutto a una bambina che Justina nasconde da dieci anni nei sotterranei. 
Altra presenza fondamentale sarà quella di Thiago, il figlio di Barto, che torna a vivere alla villa dopo un periodo di studi a Londra. Thiago è molto diverso dal padre e sarà per lui un duro colpo quando scoprirà la verità su ciò che fa ai ragazzi, con cui si schiererà andando duramente contro il suo stesso sangue. Si interesserà soprattutto a Mar, con la quale inizierà una relazione, che verrà ostacolata dal padre in ogni modo. Anche Malvina, inizialmente dalla parte di suo fratello Barto, grazie all’amore per Nicolas e la scoperta di una gravidanza inizierà un percorso di crescita che la porterà ad aiutare i ragazzi. 
A fare da sfondo alle vicende è il mistero che circonda Eudamón, Nicolás si accorge presto che la villa ne è collegata e che Jasper, il giardiniere, sembra conoscere molto bene la vera natura di Eudamón. Jasper spiega a Nicolás che Eudamón può essere raggiunto solo dai puri di cuore e che per ogni generazione Eudamón sceglie una persona buona come suo “angelo” da mandare nel mondo a portare pace e felicità, e con lei una serie di Guardiani con il compito di proteggerlo: solo un atto d'amore aprirà il portale per Eudamón, permettendo alla persona eletta di raggiungerlo e compiere il proprio destino. Questa persona eletta è Cielo, che verrà risucchiata dal portale di Eudamón nell'ultima puntata, salvandola da Barto che tentava di ucciderla.
Negli ultimi episodi della stagione vengono mostrati dei flashback dei ragazzi da bambini, in questi flashback vediamo come tutti vengono avvicinati da una misteriosa donna anziana. Appare anche nel presente, con lo stesso aspetto che aveva nei flashback, in due circostanze: nel carcere in cui sono detenuti Barto e Justina per dire a loro che niente accade per caso, e davanti alla villa, accanto a un uomo ricoperto di luce, e mentre vede i ragazzi ballare si rivolge all'uomo dicendogli che è bello vedere i Guardiani riuniti.

### Seconda stagione - L'uomo dalle mille facce
I ragazzi sono finalmente liberi da Barto e possono iniziare a vivere le loro vite da normali adolescenti, anche se sono molto scossi dalla scomparsa di Cielo. Nicolas, diventato il nuovo direttore della fondazione, li iscrive alla stessa scuola di Thiago e li manda al campo estivo della stessa, mentre lui si dirige a cercare Malvina e Cristobal finiti in una foresta. Nella ricerca incontra un suo vecchio amico d'infanzia, Salvador, che lo aiuta a trovarli e a portarli a casa. Poco dopo averli trovati viene al mondo Esperanza, la figlia di Nicolas e Malvina. 
Mar e Thiago, mentre sono al campo estivo, trovano una scatola dorata con delle strane incisioni sopra. La stessa scatola appare poi in un camioncino che i ragazzi usano per tornare a casa, e dentro ci trovano un libro dorato chiuso con sette lucchetti e decidono di portarlo con loro. 
Cielo arriva nell'Altra Dimensione in cui le vengono donate nuove abilità e un sapere universale, lì conosce Tic-Tac che la prepara e la guida alla sua missione, dicendole che una volta tornata nel mondo reale non ricorderà nulla e dovrà cavarsela da sola, con l'aiuto di una serie di oggetti mandati da Eudamón. Cielo ritorna senza memoria e incontra Salvador, l'amico di Nicolas, che non l'ha mai conosciuta. Non avendo ricordi e documenti con sé, Salvador la porta a casa sua. 
Alla fondazione ci sono nuovi arrivi: Tefi, figlia della madre che Mar ha ritrovato e quindi sua sorella, Valeria, giovane criminale che Rama salva dal carcere, Caridad, una campagnola rimasta orfana, Melody, la figlia di una cameriera che finge di essere figlia di un ambasciatore, Simon, un amico d'infanzia di Thiago che soffre di ansia e depressione da quando ha visto morire il fratello da bambino, Nacho che si trasferirà per allontanarsi dal padre, e Luca, un infiltrato della CC. Torna in casa anche Justina, anche lei come infiltrata della CC. 
Quest'ultima è una corporazione criminale che controlla e rapisce i ragazzi per inserirgli degli impianti nel cervello, che se attivati possono portare anche alla loro morte, impianti che la corporazione userà per manipolare loro e Nicolas. A capo di questa corporazione c'è Juan Cruz York, un uomo che nessuno ha mai visto e che comunica solo telefonicamente con i suoi uomini, il suo scopo è impossessarsi del portale di Villa Inchausti. Juan Cruz, in realtà, ha già attraversato il portale diciotto anni prima di Cielo e quindi è stato l'ultimo Eletto prima di lei, ma a causa della sua corruzione e sete di potere è stato espulso e si è convertito in un Angelo caduto. Col tempo, a causa della sua anima corrotta e le sue abilità usate per fare del male, il suo corpo si è ammalato ed è morto ma la sua anima è continuata a esistere e può possedere i corpi degli altri ma solo quando questi sono abitati da sentimenti corrotti e negativi, proprio come i suoi, e per questo motivo è chiamato L'uomo dalle mille facce. Nel corso della stagione prenderà possesso del corpo di Salvador.
L'obiettivo di JC è quello di ritornare a Eudamón e per farlo deve indebolire le sue difese, ovvero i Guardiani che la proteggono, che sono proprio i ragazzi della fondazione. Non è un caso, infatti, che i ragazzi siano tutti orfani, perché Juan Cruz, avendo avuto accesso alle conoscenze di Eudamón, aveva potuto prevedere quali sarebbero stati i prossimi Guardiani e così ha agito fin dai loro primi momenti di vita per isolarli e indebolirli, facendoli crescere soli, senza amore, in quanto è l'amore la chiave per raggiungere Eudamón. Ma così come Juan Cruz è intervenuto per indebolire i Guardiani, anche Eudamón è intervenuta facendo sì che tutti i ragazzi raggiungessero il luogo dell'Orologio e per questo ha mandato l'Esperanza del 2082 - la donna anziana apparsa nella prima stagione, che è la figlia di Nicolas e Malvina nata in questa stagione- per riunirli e condurli alla villa. Ed è stata sempre Eudamón a far arrivare Cielo e Nicolas alla villa, per preparare i ragazzi alla loro missione.  Anche gli altri ragazzi (Tefi, Vale, Simon, Caridad, Melody, Nacho e Luca) facevano già parte del piano di Eudamón, e anche loro hanno avuto un contatto con Esperanza in passato e il loro compito è aiutare i Guardiani nella loro missione.
Si scopre anche che Juan Cruz è il vero padre di Thiago, e che Barto aveva mandato Thiago a Londra proprio per allontanarlo da lui e proteggerlo. Quest'ultimo, infatti, vuole avere il corpo di suo figlio e per farlo cercherà di manipolarlo e indebolirlo, allontanandolo da tutti i suoi amici. Nicolas, mentre cerca di aiutare Thiago manipolato da JC, attraversa il portale e finisce nel futuro, dove incontra Tic-Tac e l'Esperanza del 2082, che gli spiegano cosa succederà quando i ragazzi apriranno il libro e inizieranno la loro missione.
Per aprire il libro i ragazzi devono trovare le sette chiavi, appartenenti ai sette Guardiani di Eudamón. Le chiavi appaiono ai ragazzi quando questi risolvono qualcosa di importante per loro: la prima chiave la trova Jazmìn, la seconda la trova Thiago, la terza la trova Lleca,  la quarta la trova Tacho, la quinta la trova Rama, la sesta la trova Mar e la settima la trovano sul corpo di Salvador quando questo si sacrifica per espellere Juan Cruz dal suo corpo, e appartiene a tutti perché tutti hanno risolto qualcosa di importante: trovare il coraggio di affrontare Juan Cruz per difendere Thiago, che stava per essere ucciso da lui.
Nell'ultima puntata, Cielo dona a ognuno dei ragazzi un oggetto di Eudamón che gli sarà utile per quando apriranno il libro. Tutti i ragazzi e Justina, a cui è stata donata la chiave di Salvador, aprono il libro dei sette lucchetti e vengono risucchiati da un altro portale, nel mentre Juan Cruz - che credevano di avere sconfitto - li osserva da lontano.

### Terza stagione - Il Piccolo Principe
Dopo aver aperto il libro, i ragazzi appaiono tutti in luoghi diversi ma disposti in modo da formare una stella particolare: il Mandala. Vengono tutti riuniti da Esperanza, che nel 2030 ha 23 anni, e portati a casa, dove conoscono Paz, la figlia di Nicolás e Cielo. Lì scoprono di aver viaggiato 22 anni nel futuro e che la villa si è trasformata in un campus chiamato Mandalay, gestito da Paz, Esperanza e Camilo, quest'ultimo è un figlio illegittimo di Juan Cruz, quindi fratello di Thiago, abbandonato da piccolo. A 18 anni è arrivato al Mandalay e lì è diventato il braccio destro di Nicolas, che l’ha poi nominato direttore e l’ha incaricato di guidare i ragazzi nella loro missione.
Paz ed Esperanza confessano a Camilo che il padre, nel viaggio fatto una volta attraversato il portale, ha scoperto che qualcosa di terribile sarebbe successo nel loro tempo, e che per capire cosa succederà hanno come unico indizio un video che viene dal futuro. Nel video si vedono Valeria e Rama morti, Luca e Lleca che puntano una pistola a Tina, Simon che segue Tacho e Melody con un fucile in un bosco, Jazmìn incinta di Thiago e quest'ultimo che lascia Mar sull'altare, Nacho che tradisce Caridad con Tefi.
Esperanza fa un'altra confessione a Camilo: la se stessa del 2082 le ha fatto visita e le ha detto che nell'inverno del 2030 Paz sarebbe morta. La missione di tutti, infatti, è proprio quella di salvare Paz, che è destinata a morire per mano di Juan Cruz, che non è morto come loro pensavano. 
Juan Cruz, dopo aver perso lo scontro con i ragazzi nella precedente stagione, ha passato gli ultimi 22 anni a saltare di corpo in corpo, diventando sempre più letale infatti i corpi in cui si mette non durano a lungo e muoiono tutti dopo pochi giorni. La sua corporazione continua con lo stesso obiettivo, impadronirsi del portale e tornare a Eudamón, e sarà proprio la morte di Paz a permetterglielo. I ragazzi, infatti, sono stati mandati per formare il circolo di protezione che circonda Paz, che ha la forma di un Mandala, formato da due cerchi: uno interno formato da Thiago, Mar, Jazmìn, Tacho, Rama, Lleca, Camilo e Esperanza e uno esterno formato da Nacho, Tefi, Simón, Melody e Luca. I ragazzi svilupperanno un'abilità speciale utile alla missione: Thiago è l’eletto e il leader, Mar è l’intuizione, Rama è la sensibilità, Jazmìn è il terzo occhio e Tacho è l’istinto. Camilo è colui incaricato di risvegliare la coscienza sociale e spingere i ragazzi a lottare, Esperanza è colei che è destinata al sacrificio per salvare sua sorella, in quanto passerà tutta la sua vita a viaggiare nel tempo per evitare la morte di Paz. Thiago, nel corso della stagione, imparerà anche a viaggiare nel tempo da solo e aiuterà spesso l'Esperanza del 2082. Quest'ultima, poco prima della sua morte, gli dà l'incarico di portare avanti la sua missione, nominandolo Guardiano della speranza e chiedendogli di riportare tutti a casa quando sarà il momento. 
Il video del futuro, che era stato mandato proprio dalla vecchia Esperanza - che è la stessa che ha mandato il libro nella precedente stagione -mostra gli errori che faranno i ragazzi e che porteranno il cerchio di protezione a distruggersi, così da permettere a Juan Cruz di uccidere Paz. Juan Cruz partirà col distruggere il primo cerchio,  entrerà nel corpo di Caridad e la ucciderà e dopo riuscirà anche a riappropriarsi del proprio corpo, morto molti anni prima ma ''congelato'' dai membri della CC, e per questo diventerà molto più potente di prima. Ma l’essersi messo nel corpo di Caridad, che non era un’anima oscura come lui, lo porterà, per la prima volta dopo tanto tempo, a provare delle emozioni che cercherà di reprimere in ogni modo. 
I nuovi personaggi introdotti nella stagione sono: Kika, una ragazza che viene dal 2045 anche lei mandata dalla vecchia Esperanza per aiutare i ragazzi, Luna e Pedro, gli ultimi bambini nati in una linea temporale caotica generata dal ritorno di JC a Eudamón, Sol, la migliore amica di Paz e Hope che nasconde un segreto su JC, Jaime, il fidanzato di Luna, e Teo Gorki.
Quest'ultimo è l'ex fidanzato di Paz ed è il leader di un gruppo attivista chiamato Cielo Abierto, considerato un gruppo di terroristi, e che inizierà una guerra di ideologie con Paz e Camilo su qual è il modo migliore per salvare il mondo. Il futuro in cui ci troviamo, infatti, è un mondo disastroso, pieno di corruzione, guerre e povertà e nel mezzo di un grave conflitto nucleare tra Europa e Medio Oriente. Il Mandalay è uno di quei pochi posti esistenti in cui si cerca di educare le persone alla pace, al rispetto per l'ambiente e per le persone, spingendo i ragazzi verso interventi creativi e pacifisti a favore dell'ecologia e dell'umanità, e per questo diventa nemico della Corporazione del Governo, che cerca di bloccare ogni mezzo di comunicazione per evitare che si sappia la verità su ciò che succede nel mondo.
A capo della Corporazione del Governo c'è il Presidente dei Ministri, una donna fredda, calcolatrice e senza scrupoli, che poi si scoprirà essere Luz Inchausti, rapita nel 2009, poco dopo che i ragazzi erano partiti per il futuro. L’ultima puntata è divisa in due linee temporali: vediamo il 2030, dove si trovano i ragazzi, e il 2009, quando Luz è stata rapita. Luz viene portata a Baia del Principe da un uomo misterioso insieme ad altri bambini che vengono sottoposti a vari esperimenti. Nel 2030 i ragazzi del Mandalay si trovano a Baia del Principe per il viaggio di diploma, Luz sequestra Paz e dà via al progetto ''Principito'', lanciando delle bombe sulla popolazione intera.
In questa stagione vi è una forte simbologia basata sul concetto de Il Piccolo Principe, libro che Simon legge sempre. Juan Cruz spesso si rivolge a Il Piccolo Principe definendolo ''colui che non può morire'' e poco prima di morire svela ai ragazzi che Il Piccolo Principe gli avrebbe teso una trappola, al Mandalay c'è un'area che si chiama El Principito e il luogo in cui i ragazzi si trovano quando cadono le bombe è La Baia del Principe, lo stesso in cui venne portata Luz. L’operazione che porta Luz a lanciare le bombe si chiama Principito e nella stessa puntata Luz si riferisce a se stessa come ''Piccolo principe caduto nell'oblio'', facendo capire che Il Piccolo Principe era proprio lei. L’ultima scena della stagione è un disegno del piccolo principe che appare sulla spiaggia bombardata.

### Quarta stagione - La Resistenza
Dopo aver fatto cadere le bombe e aver ucciso una percentuale significativa di persone, i sopravvissuti vengono catturati dalla Corporazione del Governo e vengono sottoposti al Protocollo Strömer: un processo di reset, in cui gli tolgono la memoria e gli impiantano nuovi ricordi e nuove personalità. Il mondo è diviso in singole Città, ognuna con la propria Corporazione, e sono tutte circondate da giganteschi muri. I ragazzi, resettati, vengono inseriti al NE: l'istituto Nueva Era, dove si formano i leader del domani, un posto pieno di agi e lussi in cui illudono i ragazzi di avere tutto dalla vita e di non aver bisogno di altro. Quelli che sono dall'altra parte del muro, ovvero coloro che sono riusciti a scappare, vengono chiamati Selvaggi e all'interno della Città vengono descritti come feroci assassini e per questo allenano alcuni ragazzi ad essere Cacciatori, per catturarli. I ragazzi vengono divisi dalle esplosioni, e una parte di loro viene resettata e inserita al NE: Mar, Jazmín , Rama, Nacho e Teo. Anche Esperanza viene catturata, ma sopravvive alla riprogrammazione e mantiene i suoi ricordi intatti, ma finge di essere resettata per guidare i ragazzi. In seguito, racconterà la verità a Rama, che dopo un iniziale shock deciderà di aiutarla nel suo intento: oltrepassare il muro e trovare gli altri. Paz inizialmente viene tenuta addormentata nella stanza dell'Orologio, poi attraversa anche lei il portale e arriva a Eudamón. Camilo resta disperso. 
I ragazzi che sono riusciti a scappare si rifugiano in una vecchia casa in un bosco e formano così La Resistenza, capitanata da Thiago e composta da Simón, Tacho, Valeria, Tefi, Melody, Luca, Kika e Johnny, che faranno di tutto per oltrepassare il muro e salvare i loro amici. Thiago, diventato naturalmente il capo della resistenza, sentirà addosso il peso della responsabilità di guidare gli altri ragazzi, come Nicolás e Camilo hanno fatto con lui in passato, e una figura fondamentale per lui sarà quella del Professore, un misterioso insegnante di filosofia che si scoprirà poi essere lo stesso Thiago del futuro, che lo mette in guardia per ciò che succederà a Simón, il suo migliore amico.
Il giorno del matrimonio tra Valeria e Simón, infatti, quest'ultimo viene catturato da Teo e portato al NE, dove viene resettato e trasformato in un Cacciatore freddo e spietato. Nel tempo, Simón avrà vari problemi cerebrali, in quanto il danno che gli hanno fatto alla testa è talmente grande che rischia di ucciderlo. Per questo motivo, Kant, lo scienziato che si occupa dei reset, lo inverte e gli restituisce i suoi reali ricordi. Tuttavia, questo nuovo processo fa sì che i vecchi ricordi di Simón si mescolino con i nuovi, unendo le due personalità in lui e creandogli una sorta di disturbo bipolare che lo farà impazzire.
Scopriamo come Luz non è la minaccia maggiore, in quanto è stata lei stessa resettata ed è manipolata da un uomo, il vero capo della Corporazione, lo stesso che l'ha rapita da piccola. Quest'uomo si fa chiamare Jay, ed altri non è che proprio il Simón del futuro, che sfrutterà il bipolarismo della sua versione passata per manipolarlo e farlo collaborare con lui, fino a farlo convertire interamente in lui.

## Mitologia

### Eudamón
Il nome proviene dal greco Eudamonia, che significa felicità, infatti viene anche chiamato Isola della felicità o Isola dei bambini felici. È un luogo magico, più spirituale che fisico, che controlla l'equilibrio della terra e la sua felicità. Ogni 18 anni inizia quello che si chiama Periodo Saros, ovvero il momento in cui la luna e la terra si allineano, e Eudamón sceglie un nuovo eletto da convertire in un Angelo per incaricarlo di portare pace e felicità sulla terra. Una volta che l'eletto viene scelto, viene assorbito da un Portale - che ha la forma di un orologio - e portato nell'Altra Dimensione, per prepararlo alla propria missione. Quando gli Eletti raggiungono l'Altra Dimensione gli vengono donate numerose abilità e un sapere universale, è stato proprio grazie a questo sapere universale che Juan Cruz ha potuto prevedere chi sarebbero stati i Guardiani. 
Esistono tre portali: a Villa Inchausti, alla Tenuta Inchausti e ad Escalada. La posizione dei tre portali forma un triangolo equilatero, al centro del triangolo si trova Eudamón, sospesa, infatti viene definita isola fluttuante.
Ad Eudamón il tempo non esiste, infatti presente, passato e futuro convivono tra loro e si può stare in tutte le linee temporali allo stesso tempo, da qui la frase ''no hay tiempo/non c'è tempo'' che dice sempre Tic-Tac a Cielo. 

### Gli Angeli di Eudamón
Sono esseri molto speciali, hanno accesso al sapere universale e possiedono abilità soprannaturali. Gli angeli confermati sono:
- Aldo Inchausti: Era il nonno di Cielo. Non si sa esattamente in che anno abbia attraversato il portale, ma non è mai tornato nel mondo reale. È apparso qualche volta, ricoperto da luce bianca, per guidare Cielo e dare indizi sul portale.
- Juan Cruz York: Ha attraversato il portale di Escalada nel 1989, venne poi espulso a causa del suo cuore corrotto e la sua sete di vendetta, convertendosi in un angelo caduto. Viene definito il più grande errore mai fatto da Eudamón.
- Ángeles Inchausti/Cielo Mágico: Assorbita dal portale di Villa Inchausti nel 2007, la sua missione è quella di redimere le anime malvagie, è un messaggero di luce e bontà.

Esistono anche gli angeli a metà, ovvero i figli di angeli e umani, che pur non essendo totalmente angeli sono dotati di poteri speciali:
- Paz Bauer: figlia di Nicolás e Cielo, quando quest'ultima ha attraversato il portale era già incinta ma, dato che ad Eudamón il tempo non esiste, la gravidanza è rimasta bloccata fino alla sua uscita. Paz già da piccola mostra poteri straordinari e la sua vita è strettamente connessa alla felicità e alla pace nel mondo, proprio per questo Juan Cruz cercherà di ucciderla.
- Camilo Estrella: Figlio di Juan Cruz, ha scoperto i suoi poteri soltanto da adulto. È stato concepito dopo il ritorno del padre dall'Altra Dimensione e quindi ha ereditato i suoi poteri, al contrario di Thiago che è stato concepito prima e quindi non ha abilità.

### I Guardiani
I Guardiani sono stati riuniti dalla Esperanza del 2082 per formare il circolo di protezione che protegge Paz, e che sono portatori dei sette valori di Eudamón. Il circolo di protezione, sotto forma di Mandala, è composto da due sotto circoli: uno formato da 8 guardiani, i più forti, che circondano Paz. L'altro formato da 12 guardiani, più deboli, che agiscono dall'esterno.
Il circolo interno è composto da:
- Camilo Estrella: Angelo a metà e incaricato di risvegliare la coscienza sociale.
- Esperanza: Incaricata di riunire i Guardiani e di salvare il mondo.
- Thiago: Il guardiano della speranza, il prescelto e il leader. Il suo compito è guidare gli altri.
- Mar: È dotata di forte intuito.
- Jazmín: Ha il terzo occhio e sa prevedere il futuro.
- Tacho: È puro impulso, ha un istinto animale.
- Rama: Sensibile e con una forte empatia, capace di vedere le anime più scure.
- Lleca: Ammorbidisce l'anima degli altri.

Il circolo esterno è composto da:
- Justina: scopre la sua missione da sola, ovvero concepire Juan affinché lui poi concepisca Alma che a sua volta concepirà Luna e Pedro.
- Luca: Capisce il dolore altrui.
- Simón: Può instaurare una profonda connessione con le persone con disabilità intellettive, come sua sorella minore Soledad, detta Sole o Torito.
- Caridad: È la luce dell'anima. Sacrifica la sua vita per illuminare l'anima di Juan Cruz e indebolirlo.
- Nacho: Destinato a lottare contro il male per potere avere la sua ricompensa quando tornerà al suo tempo.
- Melody: Può ''decontaminare".
- Tefi: Può vedere il bello di tutte le cose.
- Valeria: Ha il potere della fede. Tutto ciò che vuole che succeda, succede veramente.
- Sol: Trova il modo di sconfiggere Juan Cruz.
- Jaime: Non è stato ucciso da Juan Cruz quando questo iniziò a viaggiare nel tempo per distruggere i Guardiani, per questo ha potuto aiutare Camilo nel salvare Esperanza.
- Pedro e Luna: sono gli ultimi neonati nella linea temporale caotica prodotta dal ritorno di Juan Cruz nell'altra dimensione.

### Gli oggetti magici
Nel finale della seconda stagione, prima dell'apertura del libro da parte dei ragazzi, Cielo dona loro degli oggetti magici provenienti da Eudamón, utili per la loro missione.
- La spada di legno: il suo potere si attiva con l'immaginazione, Cielo lo regala a Thiago dicendogli: non dimenticarti mai di giocare.
- Il profumo: Ha un odore diverso per ogni persona, e ricorda un momento preciso della vita di ognuno. Si può utilizzare per viaggiare nel passato, ma non si può usare per tornare nel proprio tempo. Cielo lo regala a Mar, dicendole: ci sono profumi che ci portano direttamente al passato.
- Il Boomerang: Lo si lancia quando si ha bisogno di aiuto, e torna per aiutarti. Cielo lo regala a Rama.
- Ferri e lana: La lana è interminabile, ogni capo creato protegge chi lo indossa. Cielo lo regala a Jazmín.
- Il disco in vinile: Suona diverse canzoni in base alle occasioni e può donare indizi per risolvere i problemi attuali. Cielo lo regala a Tacho, dicendogli: quando ti senti perplesso, anche in una canzone puoi trovare un segnale.
- Piuma e inchiostro: l'inchiostro può generare una catalessi di alcune ore, e inoltre tutto ciò che viene scritto con quella piuma unita all'inchiostro diventa reale. Cielo li regala a Valeria.
- La bussola: non indica mai il nord, ma indica la strada per il luogo di cui si ha bisogno. Cielo la regala a Luca, dicendogli: per non farti mai perdere il cammino.
- La candela: È una candela che non si consuma mai, Cielo la regala a Tefi dicendole: quando la luce va via, meglio tenerla in mano.
- L'uccello: Appartiene all'orologio a cucù che possiede Hope, e può inviargli dei messaggi al suo interno. Cielo lo regala a Nacho.
- Il dado: Quando si lancia, escono diversi numeri a seconda dell'occasione che possono dare delle coordinate per risolvere un problema. Cielo lo regala a Caridad, dicendole: niente accade per caso.
- Il diapason: permette di sentire le vibrazioni delle anime oscure, Cielo lo regala a Simón dicendogli: quando l'udito fallisce, fallo suonare.
- La collana: Illumina la gente, Cielo la regala a Melody.
- Lo specchio: permette di vedere la vera anima delle persone. Cielo lo regala a Justina, dicendole: tu sai perché. (È stato lo specchio che ha permesso a Justina di scoprire la sua anima pura e di redimersi)
- La cornice: permette di vedere immagini del futuro e del passato, Cielo lo regala a Lleca.
- Le bustine di thè: chi lo beve può viaggiare nel tempo o anche nell'altro lato, ma i viaggi producono onde elettromagnetiche. Cielo le regala a Paz, quando cresce.

### Tic-Tac
Tic-Tac è colui che è incaricato di guidare e istruire gli Angeli, è l'unico che può stare in entrambe le dimensioni allo stesso tempo e ha la missione di proteggere Esperanza, la figlia di Nico e Malvina.
Nei romanzi, usciti dopo la serie, si scopre che Tic-Tac in realtà è Bruno Bedoya Aguero, il figlio che Mar e Thiago scoprono di aspettare nella quarta stagione. In questa stagione Mar è incinta quando il portale si apre durante un attacco all'Orologio e ricopre Mar della sua energia, in un episodio ambientato nel futuro (La Explicacion) vediamo il piccolo Bruno alle prese con i suoi poteri, Mar e Thiago gli spiegano che lui, essendo stato ricoperto dalla luce di Eudamón, ha sviluppato delle abilità speciali e per questo è destinato a una missione, che scoprirà una volta cresciuto.

### Le Sette Chiavi
Nella seconda stagione, i ragazzi trovano un libro dorato chiuso da sette lucchetti e per aprirlo devono trovare le sette chiavi, appartenenti ai sette guardiani di Eudamón. Il libro è quello che, una volta aperto, permette ai ragazzi di viaggiare nel futuro per la loro missione. Le chiavi iniziano ad apparire ai ragazzi quando questi risolvono qualcosa di importante per loro.
- Prima chiave: La trova Jazmìn in un medaglione della madre, dopo aver scoperto chi ha ucciso i suoi genitori.

- Seconda chiave: La trova Thiago, dopo aver capito per cosa vuole vivere.

- Terza chiave: La trova Tacho nel televisore con cui l'hanno scambiato da bambino, dopo aver liberato la madre dalle violenze del padre.

- Quarta chiave: La trova Rama in una collana che aveva rubato quando era costretto da Barto, dopo averla restituita alla sua proprietaria.

- Quinta chiave: La trova Lleca dopo aver scoperto la verità sul suo passato.

- Sesta chiave: La trova Mar in un regalo di sua sorella Tefi, dopo aver risolto i problemi con lei.

- Settima chiave: La trovano tutti sul corpo di Salvador quando questo si sacrifica per indebolire Juan Cruz, e appartiene a tutti.

Le chiavi riappaiono nella quarta stagione, e vanno inserite in una serratura dell'Orologio per permettere ai ragazzi di tornare nel proprio tempo.
- Prima chiave: La trova Nacho, dopo aver recuperato la memoria toccando la mano di Mar che gli sblocca il ricordo della mano morta di Caridad quando Juan Cruz la uccise.

- Seconda chiave: La trova Lleca, dopo aver recuperato la memoria a seguito di una telefonata con Nicolas.

- Terza chiave: La trova Rama, che recupera la memoria dopo aver salvato Kika.

- Quarta chiave: La trova Jazmìn, in un regalo che le fa Alai, la figlia che lui e Tacho avranno nel futuro.

- Quinta chiave: È di Mar, e l'ha avuta sempre con lei senza saperlo in quanto è la chiave che le regala Thiago prima dell'esplosione delle bombe.

- Sesta chiave: È di Simon e appare quando lui decide di sacrificarsi nel 2068 per non diventare Jay e lasciar partire i suoi amici.

- Settima chiave: È di Vale, appare quando lei decide di restare nel 2068 insieme a Simon per non lasciarlo solo.

## Cronologia e viaggi temporali
Nelle prime due stagioni, pur essendoci dei riferimenti ai viaggi nel tempo, non ci sono cambiamenti rispetto alla cronologia degli eventi e tutto scorre linearmente, anche se nella seconda stagione Tic-Tac spiega che il concetto di ‘’tempo lineare’’ non è corretto perché il tempo va visto come un ciclo in cui lo stesso evento torna a ripetersi più e più volte, fino a che qualcuno non cambia la storia. 
Prima stagione (anno 2007)
Esperanza Bauer viaggia dal 2082 al passato per riunire i Guardiani e farli arrivare alla villa, interferendo con le loro vite. Appare negli ultimi episodi della prima stagione come flashback e anche nel presente, con lo stesso aspetto, tuttavia il suo ruolo e la sua identità vengono spiegati soltanto nella seconda stagione.
Seconda stagione (anno 2008)
Cielo arriva nell’Altra Dimensione e apprende che lì il tempo non esiste, passato, presente e futuro si trovano sulla stessa linea. Nicolas cerca Cielo e scopre che è stata vista con l’ambasciatore di Dubai l’anno prima, a casa di Caridad quando le sono morti i genitori e insieme all’ex di Valeria, nel 2006. In ogni incontro Cielo aveva lo stesso vestito e aspetto che aveva quando ha attraversato il portale, che però è avvenuto dopo le date di questi incontri. Cielo incontra la donna anziana vista nella stagione precedente e scopre che è Esperanza Bauer, che però nasce in questa stagione ed è una neonata. Nicolas attraversa il portale e arriva nel futuro dove conosce la sua figlia anziana e Tic-Tac che gli spiegano cosa succederà quando i ragazzi apriranno il libro.
Terza stagione (anno 2030)
I ragazzi e Justina viaggiano 22 anni nel futuro per il compimento della loro missione, tuttavia non sono i soli perché Esperanza ha riunito anche ragazzi da altri tempi come Pedro e Luna dal 2082 e Kika dal 2046. 
Ci sono molti flashback su eventi accaduti nel 2018, anno in cui è stato aperto il Mandalay, e sul 2001, anno in cui è morto il corpo di Juan Cruz. 
In questa stagione l’Esperanza del 2082 manda un video del futuro per mettere in guardia Camilo, Paz e Esperanza (del 2030) su cosa succederà, inoltre viaggia fino al 2030 per raccontare alla se stessa del passato che Paz morirà in inverno, per mano di Juan Cruz. La morte di Paz è il motivo che ha spinto Esperanza a passare la vita a viaggiare nel tempo per impedirne la morte, ha riunito i Guardiani per formare il circolo di protezione, ha mandato loro il libro per arrivare in quel tempo e ogni volta che qualcosa va male lei viaggia e lo cambia, con la speranza di salvare Paz. 
L’episodio La Tragedia è diviso su due linee temporali: il 2030 e il 2018. Nel 2030, Vale muore e nel 2018 vediamo i ragazzi ritornati nel loro tempo senza Vale, morta nella missione, fino a che Cielo non dice a Rama che la morte di Vale non doveva verificarsi, così cercano di cambiare gli eventi interferendo dal passato per evitarla.
Nell’episodio Salvar la Paz, i ragazzi falliscono la loro missione e Juan Cruz riesce ad uccidere Paz e a tornare a Eudamon. Thiago viaggia fino al 2082 per convincere Esperanza a cambiare ancora una volta gli eventi così i due viaggiano insieme e cambiano le cose, quando Thiago torna nel 2030 si trova in una nuova linea temporale in cui Paz è ancora viva, tuttavia i cambiamenti che ha creato hanno portato a delle conseguenze, tra cui la presenza di Luz al governo. 
Thiago e Mar viaggiano insieme fino al 2008, dove aiutano una donna a partorire una bambina: quella bambina è Sol, che nel 2018 arriverà al Mandalay come infiltrata di Juan Cruz. L’albergo in cui fanno nascere Sol è lo stesso del campo estivo in cui Mar e Thiago trovano il libro nella seconda stagione, e infatti da lontano vedono loro stessi (i loro del passato) raccoglierlo ma non riescono a vedere chi lo lascia.
Juan Cruz, nella nuova linea temporale creata da Thiago in cui non è riuscito ad uccidere Paz, costringe Camilo a rivelargli come viaggiare nel tempo, Camilo accetta ma gli tende una trappola. Juan Cruz viaggia fino al 2046 per uccidere Kika, fino al 2082 per uccidere Luna e Pedro e fino al 2018 per uccidere Camilo. Camilo sapeva che se fosse riuscito a viaggiare nel tempo lo avrebbe ucciso così Juan Cruz cade nella sua trappola e rimane bloccato per sempre nel 2018, in quanto è stato Camilo a dirgli come viaggiare nel tempo e con Camilo morto prima di dirglielo lui non avrebbe mai più potuto farlo. Thiago e Paz, nel 2030, non ricordano nulla di Kika, Luna, Pedro e Camilo in quanto morti prima di conoscerli, ma grazie ad alcuni appunti lasciati da Esperanza capiscono di dover intervenire. Thiago, tramite una lista di DVD lasciata da Esperanza, riesce a decifrare un codice che lo porta alle date esatte in cui Juan Cruz ha ucciso i suoi amici, così da permettergli di intervenire.
Justina, scoperto cosa è successo a Luz, torna nel passato e viaggia fino al 2009 per impedire il suo rapimento, ma fallisce. Gli ultimi episodi sono su due linee temporali, 2009 e 2030, in cui mostrano cosa è successo a Luz.
Quarta stagione (anno 2031)
In questa stagione i viaggi del tempo vengono fatti principalmente da Jay e Il Professore, ovvero Thiago e Simon del futuro. 
Anche in questa stagione ci sono flashback di eventi del 2018, come la nascita di Alai, la figlia di Tacho e Jazmín. Questo è collegato anche alla spiegazione di chi sono i genitori di Bruno, Mar e Thiago, che poi diventerà Tic-Tac. 
La casa in cui si rifugiano i ragazzi della Resistenza appartiene a un altro tempo, ed è per questo che la Corporazione non li trova mai in quanto in quel tempo non esiste e può essere raggiunta solo da loro.
Nell’episodio Con la mejores intenciones si scopre che Il Professore è il Thiago del futuro mentre Jay è il Simon del futuro. Nell’episodio successivo, Verdad Opuestas, il Professore racconta a Thiago cosa è successo a Simon e come ha fatto a diventare quel che è diventato nel futuro. Gli racconta che, nella linea temporale in cui le bombe non sono scoppiate e i ragazzi sono tornati al loro tempo, Simon aveva importato delle armi dal futuro per studiarle e farci degli esperimenti, fino a ossessionarsi sempre di più. In uno di questi esperimenti Valeria perde la vita, lui resta senza vista e la figlia che avevano insieme, Rose, si ammala gravemente. Simon cerca di convincere Thiago a viaggiare nel tempo per evitare la morte di Valeria ma Thiago rifiuta e i due litigano. Simon impara a viaggiare nel tempo da solo ma non riesce mai ad impedire la morte di Valeria, così viaggia fino al 2009 per rapire Luz nella speranza che lei abbia gli stessi poteri di sua sorella, ma fallisce e così la sottopone a un reset e la usa per mettere in piedi la Corporazione del Governo e creare il mondo che vediamo nel 2031. Il Professore, ovvero il Thiago del futuro, inizia a viaggiare anche lui nel tempo poco dopo Simon, per rimediare ai suoi danni e cambiare ciò che fa. 
Simon, mentre tenta il suicidio dopo aver scoperto di Jay, capisce come viaggiare nel tempo a cerca di tornare al giorno della morte di suo fratello, ma Thiago glielo impedisce perché è proprio così che Jay è diventato quello che è diventato. Lo stesso Thiago in quel momento viaggerà nel tempo per avere più tempo a disposizione per salvare Simon dal suicidio, in quanto era troppo lontano.
Simon alla fine decide di farsi portare da Thiago nel 2068 e di restare lì per sempre, così da evitare la serie di eventi accaduta quando è tornato a casa e non trasformarsi mai in Jay cancellando per sempre quella linea temporale. Valeria sceglie di restare con lui. I ragazzi tornano nel loro presente, il 2010,  e Valeria e Simon restano nel 2068 e vedono il mondo cambiare sotto ai loro occhi, capendo così di aver ottenuto quello che volevano in quanto Jay non è mai esistito.
L'episodio l'Explicacion è un episodio interamente ambientato nel 2018, precisamente nel giorno in cui Jazmìn partorisce Alai ed è il giorno in cui ragazzi capiscono se hanno vinto o no la loro missione.

## Produzione e accoglienza
Inizialmente, Cris Morena non sapeva se creare una nuova stagione di Chiquititas con nuovi personaggi o una nuova serie. Leandro Calderone - che aveva lavorato con lei già in Flor e Alma Pirata - la spinse verso la seconda opzione, in quanto aveva voglia di creare un mondo nuovo con personaggi adolescenti. In una prima riunione tra i due si buttarono le basi per i primi personaggi, e subito nacquero i personaggi di Marianella, Jazmín e Thiago, pensati appositamente per essere interpretati da Lali, China Suárez e Peter Lanzani, che avevano lavorato con Cris già nell’ultima stagione di Chiquititas. Nel corso delle riunioni, ormai sicuri che avrebbero creato una nuova serie, integrarono nuovi personaggi adolescenti e i due protagonisti adulti ovvero Nicolas Vazquez (che proveniva da Alma Pirata) ed Emilia Attias.
La prima stagione venne accolta positivamente dalla critica, che lo reputava un buon progetto, ma le valutazioni da parte del pubblico non furono totalmente positive. Gli stessi fan di Cris Morena criticarono la serie per essere troppo “ripetitiva”, a causa delle similitudini che aveva con Flor, Chiquititas e Rebelde Way. Inoltre, nella sua prima stagione, la serie non aveva un pubblico specifico di riferimento ma era rivolto sia a bambini che ad adolescenti e adulti, a infastidire i telespettatori c’era quindi il fatto che alcune trame sembravano troppo adulte per i bambini e altre troppo infantili per gli adolescenti/adulti che seguivano la serie. Gli ascolti scesero e questo spinse Telefe a cambiare orario di messa in onda della serie. Nonostante questo, però, lo spettacolo teatrale della serie nel Gran Rex di Buenos Aires fu l’evento dal vivo più visto dell’anno.
Viste le critiche sulla prima stagione, Cris Morena decise di effettuare alcuni cambiamenti sulla struttura della serie a partire dalla sua seconda stagione. Prima di tutto, voleva allontanarsi dalla concezione di “telenovela” e renderla una serie vera e propria, inoltre voleva che fosse vista da un pubblico unicamente adolescenziale/adulto: I personaggi adolescenti divennero così il centro della storia e venne dato maggiore spazio agli elementi paranormali, che nella prima stagione erano solo un contorno. Gli episodi presero una nuova forma, ognuno aveva un titolo, un tema e terminava con il monologo di uno dei protagonisti. Questi cambiamenti vennero ben accolti dal pubblico, che aumentò dalla seconda stagione in poi, e anche dalla critica. Visti i consensi recuperati, Telefe tornò a sposare la serie nella fascia oraria di partenza, che questa volta riuscì a battere la concorrenza e a restare costante negli ascolti. Anche il disco con le canzoni della stagione fu un successo, classificandosi terzo nella classifica annuale con due platino ricevuti mentre lo spettacolo al teatro Gran Rex di Buenos Aires ottenne il record di 220.000 biglietti venduti, la seconda partecipazione più alta di sempre negli 80 anni di storia del teatro e il doppio dell’anno precedente.
La terza stagione fu quella che ebbe più ascolti durante la prima parte per poi diminuire nella sua seconda parte, mentre il disco fu il più venduto dell’anno. Tuttavia, lo spettacolo al Gran Rex non riuscì a superare i numeri dei primi due anni a causa dell’epidemia di influenza suina che causò panico a Buenos Aires nel mese di luglio.
La quarta fu la stagione che ebbe meno ascolti, svantaggiata però dall’emissione del mondiale in Sudafrica del 2010, che causò varie pause alla serie, una riduzione degli episodi e cambi di programmazione. Nonostante le variazioni negli ascolti, l’opinione della critica sulla serie rimase sempre positiva. 

### Partecipazioni speciali
Il programma ha ospitato diverse partecipazioni speciali, tra cui le più importanti: Peto Menahem che interpreta Tic Tac e Adriana Ferrer che interpreta la madre di Melody Irma Paz; Romina Yan che interpreta Ariel nella terza stagione. Durante la terza stagione appaiono anche il Mago Jansenson, Ricardo Montaner, Axel Kuschevatzky e Ariel Fernando; è stato invitato anche Benjamín Rojas prima nel ruolo di se stesso e poi di Cacho.

### Luoghi delle riprese
La serie generalmente è stata filmata negli studi Pampa, localizzati a Buenos Aires, anche se alcune scene sono state girate nelle strade della città. Nella terza stagione i primi cinque episodi sono stati girati in vari punti della provincia di Mendoza e San Juan, mentre alcune scene dell'ultimo episodio sono state filmate a San Pedro, in provincia di Buenos Aires.

## Episodi
| Stagione         | Puntate            | Prima TV Argentina | Prima TV Italia |
| ---------------- | ------------------ | ------------------ | --------------- |
| Prima stagione   | 166 (25 in Italia) | 2007               | 2009-2010       |
| Seconda stagione | 160                | 2008               | 2010-2011       |
| Terza stagione   | 140                | 2009               | inedita         |
| Quarta stagione  | 113                | 2010               | inedita         |

## Personaggi e interpreti
- Cielo Magico/Ángeles Inchausti interpretate da Emilia Attias.

- Nicolás Bauer, interpretato da Nicolás Vázquez.

- Marianella "Mar" Rinaldi , interpretata da Lali Espósito.

- Thiago Bedoya Agüero, interpretato da Peter Lanzani.

- Jazmín Romero, interpretata da China Suárez.

- Juan "Tacho" Morales, interpretato da Nicolás Riera.

- Ramiro "Rama" Ordóñez, interpretato da Gastón Dalmau.

- Juan Cruz York, interpretato da Mariano Torre.

- Camilo Estrella, interpretato da Mariano Torre.

- Paz Bauer Interpretata da Emilia Attias.

- Hope Bauer Interpretata da Jimena Barón.

## Trasmissione in Italia
In Italia la prima stagione ha avuto diversi tagli. Sono stati trasmessi infatti 25 episodi che comprendevano i 166 episodi originali. È stata trasmessa anche la seconda stagione, ma con meno tagli rispetto alla prima. Le prime due stagioni sono andate in onda su Cartoon Network tra a partire dal 21 dicembre 2009 e poi in chiaro su Boing dal 3 maggio 2010, mentre le ultime due stagioni non sono mai state trasmesse a causa delle tematiche trattate, ritenute non adatte ai canali su cui venivano trasmesse.

## Libri
Nel giugno del 2010, è uscito Resiste - llaves para encontrar tu llave, una raccolta di varie riflessioni sulle tematiche sociali affrontate nel corso della serie. A novembre dello stesso anno, esce Casi Ángeles - La isla de Eudamón, un romanzo basato sulla prima stagione della serie. A dicembre è la volta del secondo romanzo, Casi Ángeles - El hombre de las mil caras, basato sulla seconda stagione. 
Nel gennaio del 2020, dopo dieci anni di inattività, Leandro Calderone, autore dei libri e sceneggiatore della serie, annuncia l'uscita del terzo romanzo, Casi Ángeles - El principito, basato sulla terza stagione e Casi Ángeles - La Resistencia, basato sulla quarta stagione. Sempre nel 2020 vengono rilasciate le nuove edizioni dei primi due libri, con una nuova grafica, disponibili sul sito ufficiale. Nella riedizione del primo libro, vi è un prologo scritto da Peter Lanzani, uno dei protagonisti della serie.